# Maylis de Kerangalová
Maylis de Kerangalová (* 16. června 1967) je francouzská spisovatelka. Vydala deset románů a řadu kratších próz. Kniha Naissance d’un pont (Zrození mostu, 2010) získala Prix Médicis a román Réparer les vivants (2014, česky: Život za život, 2023) kromě mnoha francouzských knižních ocenění i nominaci na mezinárodní Man Booker Prize v roce 2016 za anglický překlad (Mend the Living).

## Život
Vyrůstala ve francouzském Le Havru. V Paříži a Rouenu vystudovala filosofii, historii a etnologii. Pracovala jako redaktorka dětské literatury v nakladatelství Gallimard. Od roku 2000 publikuje prózu, z níž se největšího ohlasu dostalo románu Réparer les vivants (2014, česky: Život za život, 2023), který byl rovněž zfilmován režisérkou Katell Quillévéré.

## Dílo

### Významné prózy
- Je marche sous un ciel de traîne (2000)
- Corniche Kennedy (2008)
- Naissance d’un pont (2010)
- Život za život (Réparer les vivants, 2014, česky vydalo nakladatelství Maraton v roce 2023 v překladu Tomáše Havla)
- Un monde à portée de main (2018)
- Canoës (2021)